# Asplenium fragile var. insulare
Variété
Asplenium fragile var. insulare est une variété de fougère de la famille des Aspleniaceae.
Cette variété de Asplenium fragile est hawaiienne. Elle est en danger.